# 豊本通
豊本通（とよもととおり）は、愛知県名古屋市南区の地名。

## 歴史

### 沿革
- 1930年（昭和5年）11月26日 - 南区豊田町の一部により、同区豊本通が成立[3]。
- 1938年（昭和13年） - 名古屋鍛工所が操業開始[2]。
- 1945年（昭和20年） - 名古屋鍛工所が名古屋大空襲により全焼[2]。
- 1953年（昭和28年）10月15日 - 一部が瑞穂区豊本通となる[4]。
- 1960年（昭和35年）3月20日 - 瑞穂区豊本通が同区浮島町・南浜通にそれぞれ編入され消滅[2]。
- 1985年（昭和60年） - 南区豊本通が同区豊一丁目・豊二丁目・豊三丁目にそれぞれ編入される[2]。
- 1993年（平成5年）11月22日 - 残部が南区豊四丁目に編入され消滅[5]。